# Корчма (деревня)
Корчма — опустевшая деревня в Щёкинском районе Тульской области в составе Лазаревского сельского поселения.

## География
Находится в центральной части Тульской области на расстоянии приблизительно 20 км на юг-юго-запад по прямой от города Щёкино, административного центра района.

## История
В 1859 году здесь (деревня Крапивенского уезда Тульской губернии) было учтено 12 дворов, в 1926 — 9, в конце 1930-х годов — 29.

## Население
Постоянное население составляло 101 человек (1859 год), 60 (1926), 0 как в 2002 году, так и в 2010.